# Sveriges damlandslag i ultimate
Sveriges damlandslag i ultimate representerar Sverige i ultimate på damsidan.
2003 förlorade laget mot Tyskland i EM-semifinalen med 13-17.

## Spelare
- Sara Ekvall
- Stina Thim
- Anna Sahlén
- Maria Johansson
- Annelie Andersson

## Meriter

### EM
- Semifinal 2003

### VM
- Guld 1996